# Under the Milky Way
"Under the Milky Way" é uma canção da banda australiana  The Church, lançada como single em 15 de fevereiro de 1988,  e incluída em seu quinto álbum de estúdio, Starfish.
Em 2006, a música foi remixada e lançada como Craig Obey vs the Church. Alcançou a posição 91 nas paradas da ARIA.
Em janeiro de 2018, como parte do "Ozzest 100", lista das canções "mais australianas" de todos os tempos da rádio Triple M, "Under the Milky Way" foi classificada em 33.º lugar.

## Antecedentes
Em 1987, The Church viajou para Los Angeles para gravar seu quinto álbum de estúdio, Starfish, e trabalhou com os produtores Waddy Wachtel e Greg Ladanyi .
A formação da banda para o álbum foi Steve Kilbey no baixo e vocal principal, Peter Koppes nas guitarras, Marty Willson-Piper nas guitarras e Richard Ploog na bateria e percussão. No entanto, durante a gravação de "Under the Milky Way", a banda não conseguiu obter uma faixa de bateria que soasse bem com Ploog, então tocaram uma faixa de clique e mais tarde o músico de sessão Russ Kunkel foi trazido para adicionar bateria e percussão.

## Recepção
A canção "Under the Milky Way" venceu na categoria Single do Ano nos ARIA Music Awards de 1989.

## Posição nas paradas musicais
| Parada (1988)                                | Melhor posição |
| -------------------------------------------- | -------------- |
| Austrália (Kent Music Report)                | 22             |
| Canadá (RPM Top Singles)                     | 69             |
| Países Baixos (Single Top 100)               | 70             |
| Nova Zelândia (Recorded Music NZ)            | 25             |
| Reino Unido (UK Singles Chart)               | 90             |
| Estados Unidos (Billboard Hot 100)           | 24             |
| Estados Unidos (Billboard Album Rock Tracks) | 2              |

| Parada (2006)                              | Melhor posição |
| ------------------------------------------ | -------------- |
| Austrália (ARIA) Craig Obey vs. the Church | 91             |